# Pepijn Reinderink
Pepijn Reinderink (* 4. Mai 2002 in Almelo) ist ein niederländischer Radrennfahrer.

## Sportlicher Werdegang
Nach den Wechsel in die U23 wurde Reinderink zur Saison 2021 Mitglied im Development Team DSM, für das er zunächst ohne nennenswerte Erfolge blieb. Zur Saison 2023 wechselte er in das Soudal Quick-Step Devo Team. Bei den nationalen Meisterschaften sicherte er sich im Juni 2023 den Titel im Straßenrennen der U23.
Zur Saison 2024 wurde Reinderink in das UCI WorldTeam von Soudal Quick-Step übernommen.

## Familie
Sein um ein Jahr jüngerer Bruder Joris Reinderink ist ebenfalls Radrennfahrer und fährt bzw. fuhr für verschiedene UCI Continental Teams.

## Erfolge
2019
- eine Etappe Ain Bugey Valromey Tour

2023
- Niederländischer Meister – Straßenrennen (U23)

2024
- Mannschaftszeitfahren Tour du Rwanda
- Bergwertung Luxemburg-Rundfahrt
- Bergwertung Tour of Guangxi